# Mistrzostwa ASEAN 2024
Ten artykuł dotyczy trwającego lub niedawnego wydarzenia sportowego. Informacje w nim zamieszczone mogą się zmienić lub zdezaktualizować wraz z postępem zdarzenia. Początkowe doniesienia, wyniki lub statystyki mogą być niepewne. Ostatnie aktualizacje do tego artykułu mogą nie odzwierciedlać najbardziej aktualnych informacji.
Mistrzostwa ASEAN 2024 – piętnasty turniej mistrzostw ASEAN w piłce nożnej. Wydarzenie to rozgrywane jest na terenie wszystkich państw uczestniczących, z wyjątkiem Timoru Wschodniego, który swoje mecze rozgrywa w Wietnamie. Rozpoczęło się 8 grudnia 2024 roku, a zakończyło 5 stycznia 2025 roku. 

## Uczestnicy
| Drużyna        | Zakwalifikowny jako                 | Ostatni występ | Najlepszy Wynik                                        | Wynik        |
| -------------- | ----------------------------------- | -------------- | ------------------------------------------------------ | ------------ |
| Filipiny       | Odpowiednie miejsce w rankingu FIFA | 2022           | Półfinał (2010, 2012, 2014, 2018)                      | Półfinał     |
| Indonezja      | Odpowiednie miejsce w rankingu FIFA | 2022           | Wicemistrz (2000, 2002, 2004, 2010, 2016, 2021)        | Faza grupowa |
| Kambodża       | Odpowiednie miejsce w rankingu FIFA | 2022           | Faza grupowa                                           | Faza grupowa |
| Laos           | Odpowiednie miejsce w rankingu FIFA | 2022           | Faza grupowa                                           | Faza grupowa |
| Malezja        | Odpowiednie miejsce w rankingu FIFA | 2022           | Mistrzostwo (2010)                                     | Faza grupowa |
| Mjanma         | Odpowiednie miejsce w rankingu FIFA | 2022           | IV miejsce (2004), Półfinał (2016)                     | Faza grupowa |
| Singapur       | Odpowiednie miejsce w rankingu FIFA | 2022           | Mistrzostwo (1998, 2004, 2007, 2012)                   | Półfinał     |
| Tajlandia      | Odpowiednie miejsce w rankingu FIFA | 2022           | Mistrzostwo (1996, 2000, 2002, 2014, 2016, 2021, 2022) | II miejsce   |
| Wietnam        | Odpowiednie miejsce w rankingu FIFA | 2022           | Mistrzostwo (2008, 2018)                               | Mistrz       |
| Timor Wschodni | Zwycięzca eliminacji                | 2020           | Faza grupowa (2004, 2018, 2020)                        | Faza grupowa |

## Losowanie
Losowanie odbyło się 22 maja 2024 roku w Hanoi w Wietnamie.

## Stadiony
Turniej został rozegrany na 11 stadionach w dziesięciu miastach w dziewięciu krajach.
| Bangkok             | Kuala Lumpur                 | Singapur               | Singapur            |
| ------------------- | ---------------------------- | ---------------------- | ------------------- |
| Rajamangala Stadium | Stadion Narodowy Bukit Jalil | Stadion Narodowy       | Jalan Besar Stadium |
| Pojemność: 49 749   | Pojemność: 87 411            | Pojemność: 55 000      | Pojemność: 6 000    |
|                     |                              |                        |                     |
| Việt Trì            | Surakarta                    | Manila                 | Phnom Penh          |
| Việt Trì Stadium    | Stadion Manahan              | Rizal Memorial Stadium | Stadion Olimpijski  |
| Pojemność: 18 000   | Pojemność: 20 000            | Pojemność: 12 873      | Pojemność: 50 000   |
|                     |                              |                        |                     |
| Hanoi               | Rangun                       | Wientian               |                     |
| Stadion Hàng Đẫy    | Stadion Thuwunna             | Nowy Stadion Narodowy  |                     |
| Pojemność: 22 500   | Pojemność: 50 000            | Pojemność: 25 000      |                     |
|                     |                              |                        |                     |

## Runda wstępna
| Drużyna 1                            | Wynik dwumeczu | Drużyna 2      | Pierwszy mecz | Drugi mecz |
| ------------------------------------ | -------------- | -------------- | ------------- | ---------- |
| Brunei                               | 0:1            | Timor Wschodni | 0:1           | 0:0        |
| Po lewej gospodarz pierwszego meczu. |                |                |               |            |

### Mecze
| 8 października 2024 14:30 CEST | Brunei | 0:1(0:0)Raport | Timor Wschodni · 47' Gali | Stadion Sułtana Hassanala Bolkiaha, Bandar Seri Begawan Widzów: 3 115 Sędzia: Thoriq Alkatiri |
|                                |        |                |                           |                                                                                               |

| 15 października 2024 13:30 CEST | Timor Wschodni | 0:0(0:0)Raport | Brunei | Chonburi Stadium, Chon Buri (Tajlandia) Widzów: 8 500 Sędzia: Torpong Somsingha |
|                                 |                |                |        |                                                                                 |

## Faza grupowa
Na podstawie:
Gdy dwie lub więcej drużyn zakończy fazę grupową z taką samą liczbą punktów, o kolejności w tabeli decyduje:
1. bilans bramkowy
2. liczba goli zdobytych w fazie grupowej;
3. punkty zdobyte w meczach pomiędzy danymi drużynami;
4. różnica bramek w meczach pomiędzy danymi drużynami;
5. zdobyte bramki w meczach pomiędzy danymi drużynami;
6. klasyfikacja fair play;
7. losowanie.

### Grupa A
| Lp. | Drużyna        | M | Mecze | Mecze | Mecze | Bramki | Bramki | Bramki | Pkt |
| Lp. | Drużyna        | M | W     | R     | P     | +      | −      | +/−    | Pkt |
| --- | -------------- | - | ----- | ----- | ----- | ------ | ------ | ------ | --- |
| 1.  | Tajlandia      | 4 | 4     | 0     | 0     | 18     | 5      | +13    | 12  |
| 2.  | Singapur       | 4 | 2     | 1     | 1     | 7      | 5      | +2     | 7   |
| 3.  | Malezja        | 4 | 1     | 2     | 1     | 5      | 5      | 0      | 5   |
| 4.  | Kambodża       | 4 | 1     | 1     | 2     | 7      | 8      | −1     | 4   |
| 5.  | Timor Wschodni | 4 | 0     | 0     | 4     | 3      | 18     | −15    | 0   |

| 8 grudnia 2024 11:45 CET | Kambodża · Coulibaly 52' · Sa 60' | 2:2(0:1)Raport | Malezja · 35' Wilkin · 74' Tierney | Stadion Olimpijski, Phnom Penh Widzów: 24 886 Sędzia: Kim Woo-sung |
|                          |                                   |                |                                    |                                                                    |

| 8 grudnia 2024 14:00 CET | Timor Wschodni | 0:10(0:4)Raport | Tajlandia · 4', 32' Davis · 17' Gustavsson · 28', 54' Mueanta · 56', 61' Ratree · 79', 90+2' Poeiphimai · 90+3' Mickelson | Stadion Hàng Đẫy, Hanoi (Wietnam) Widzów: 1 239 Sędzia: Kim Dae-yong |
|                          |                |                 | |                                                                      |

| 11 grudnia 2024 12:00 CET | Singapur · Ramli 9' · Anuar 16' | 2:1(2:0)Raport | Kambodża · 59' Chanthea | Stadion Narodowy, Singapur Widzów: 12 391 Sędzia: Ahmed Al-Ali |
|                           |                                 |                |                         |                                                                |

| 11 grudnia 2024 14:00 CET | Malezja · Ahmad 37' · Josué 70', 83' | 3:2(1:2)Raport | Timor Wschodni · 45+1' Xavier · 45+3' Pedro | Stadion Narodowy Bukit Jalil, Kuala Lumpur Widzów: 7 450 Sędzia: Omar Al-Yaqoubi |
|                           |                                      |                |                                             |                                                                                  |

| 14 grudnia 2024 11:45 CET | Timor Wschodni | 0:3(0:0)Raport | Singapur · 76' (k) Nakamura · 83', 90' Anuar | Stadion Hàng Đẫy, Hanoi (Wietnam) Widzów: 1 000 Sędzia: Ko Hyung-jin |
|                           |                |                |                                              |                                                                      |

| 14 grudnia 2024 14:00 CET | Tajlandia · Gustavsson 57' | 1:0(0:0)Raport | Malezja | Stadion Narodowy Rajamangala, Bangkok Widzów: 25 619 Sędzia: Rustam Lutfullin |
|                           |                            |                |         |                                                                               |

| 17 grudnia 2024 11:45 CET | Kambodża · Sor 42' · Hav 79' | 2:1(1:1)Raport | Timor Wschodni · 22' Pedro | Stadion Olimpijski, Phnom Penh Widzów: 17 109 Sędzia: Firdavs Norsafarov |
|                           |                              |                |                            |                                                                          |

| 17 grudnia 2024 13:30 CET | Singapur · Anuar 10' · Ramli 34' | 2:4(2:1)Raport | Tajlandia · 45+3' Gustavsson · 52' Mueanta · 90+3' Chamratsamee · 90+15' Poeiphimai | Stadion Narodowy, Singapur Widzów: 22 611 Sędzia: Ismaeel Ismaeel |
|                           |                                  |                |                                                                                     |                                                                   |

| 20 grudnia 2024 14:00 CET | Tajlandia · Pumwisat 33', 78' · Aukkee 84' | 3:2(1:1)Raport | Kambodża · 32' Nieto · 90+6' Coulibaly | Stadion Narodowy Rajamangala, Bangkok Widzów: 15 261 Sędzia: Tam Ping Wun |
|                           |                                            |                |                                        |                                                                           |

| 20 grudnia 2024 14:00 CET | Malezja | 0:0(0:0)Raport | Singapur | Stadion Narodowy Bukit Jalil, Kuala Lumpur Widzów: 31 127 Sędzia: Hiroyuki Kimura |
|                           |         |                |          |                                                                                   |

### Grupa B
| Lp. | Drużyna   | M | Mecze | Mecze | Mecze | Bramki | Bramki | Bramki | Pkt |
| Lp. | Drużyna   | M | W     | R     | P     | +      | −      | +/−    | Pkt |
| --- | --------- | - | ----- | ----- | ----- | ------ | ------ | ------ | --- |
| 1.  | Wietnam   | 4 | 3     | 1     | 0     | 11     | 2      | +9     | 10  |
| 2.  | Filipiny  | 4 | 1     | 3     | 0     | 4      | 3      | +1     | 6   |
| 3.  | Indonezja | 4 | 1     | 1     | 2     | 4      | 5      | −1     | 4   |
| 4.  | Mjanma    | 4 | 1     | 1     | 2     | 4      | 9      | −5     | 4   |
| 5.  | Laos      | 4 | 0     | 2     | 2     | 7      | 11     | −4     | 2   |

| 9 grudnia 2024 13:30 CET | Mjanma | 0:1(0:0)Raport | Indonezja · 76' (sam.) Aung | Thuwunna Stadium, Rangun Widzów: 12 500 Sędzia: Wong Wai-lun |
|                          |        |                |                             |                                                              |

| 9 grudnia 2024 14:00 CET | Laos · Bounkong 90+5' (k) | 1:4(0:0)Raport | Wietnam · 58' Nguyễn Hai Long · 63' Nguyễn Tiến Linh · 69' Nguyễn Văn Toàn · 82' Nguyễn Văn Vĩ | Nowy Stadion Narodowy Laosu, Wientian Widzów: 10 685 Sędzia: Ko Hyung-jin |
|                          |                           |                |                                                                                                |                                                                           |

| 12 grudnia 2024 11:30 CET | Filipiny · Kristensen 72' (k) | 1:1(0:1)Raport | Mjanma · 25' Lwin | Rizal Memorial Stadium, Manila Widzów: 1 589 Sędzia: Kim Dae-yong |
|                           |                               |                |                   |                                                                   |

| 12 grudnia 2024 14:00 CET | Indonezja · Arel 12' · Ferarri 18', 72' | 3:3(2:2)Raport | Laos · 9' Panyavong · 13' Phommathep · 77' Phanthavong | Stadion Manahan, Surakarta Widzów: 14 455 Sędzia: Hiroki Kasahara |
|                           |                                         |                |                                                        |                                                                   |

| 15 grudnia 2024 11:30 CET | Laos · Baldisimo 34' (sam.) | 1:1(1:0)Raport | Filipiny · 77' Reyes | Nowy Stadion Narodowy Laosu, Wientian Widzów: 6 389 Sędzia: Ryo Tanimoto |
|                           |                             |                |                      |                                                                          |

| 15 grudnia 2024 14:00 CET | Wietnam · Nguyễn Quang Hải 77' | 1:0(0:0)Raport | Indonezja | Việt Trì Stadium, Việt Trì Widzów: 16 669 Sędzia: Abdullah Dhafer Al-Shehri |
|                           |                                |                |           |                                                                             |

| 18 grudnia 2024 14:00 CET | Filipiny · Gayoso 68' | 1:1(0:0)Raport | Wietnam · 90+7' Doãn Ngọc Tân | Rizal Memorial Stadium, Manila Widzów: 3 346 Sędzia: Akobir Shukrullaev |
|                           |                       |                |                               |                                                                         |

| 18 grudnia 2024 11:30 CET | Mjanma · Aung 32' · Tun 87', 90+3' | 3:2(1:0)Raport | Laos · 77' Souvanny · 81' Wenpaserth | Thuwunna Stadium, Rangun Widzów: 8 150 Sędzia: Hiroyuki Kimura |
|                           |                                    |                |                                      |                                                                |

| 21 grudnia 2024 14:00 CET | Wietnam · Bùi Vĩ Hào 48' · Rafaelson 55', 90' · Nguyễn Quang Hải 74' · Nguyễn 90+2' | 5:0(0:0)Raport | Mjanma | Việt Trì Stadium, Việt Trì Widzów: 16 869 Sędzia: Koki Nagamine |
|                           |                                                                                     |                |        |                                                                 |

| 21 grudnia 2024 14:00 CET | Indonezja | 0:1(0:0)Raport | Filipiny · 63' Kristensen | Stadion Manahan, Surakarta Widzów: 17 390 Sędzia: Koji Takasaki |
|                           |           |                |                           |                                                                 |

## Faza pucharowa
W fazie pucharowej uczestniczyć będą 4 zespoły, które awansują z fazy grupowej. Ta część rywalizacji składa się z dwóch rund. Rozegrane zostaną półfinały, których zwycięzcy zagrają o tytuł mistrzowski. W każdym ze spotkań fazy pucharowej mecz zakończony w regulaminowym czasie remisem musi być rozstrzygnięty poprzez trzydziestominutową dogrywkę. Jeżeli wynik nadal pozostaje nierozstrzygnięty, następuje seria rzutów karnych.
|  |             |             |           |           |   |         |         |       |
|  | Półfinał    | Półfinał    | Półfinał  |           |   | Finał   | Finał   | Finał |
|  | Półfinał    | Półfinał    | Półfinał  |           |   | Finał   | Finał   | Finał |
|  |             |             |           |           |   |         |         |       |
|  |             |             |           |           |   |         |         |       |
|  | Wietnam     | Wietnam     | 5         |           |   |         |         |       |
|  | Wietnam     | Wietnam     | 5         |           |   |         |         |       |
|  | Singapur    | Singapur    | 1         |           |   |         |         |       |
|  | Singapur    | Singapur    | 1         |           |   | Wietnam | Wietnam | 5     |
|  |             |             |           |           |   | Wietnam | Wietnam | 5     |
|  |             |             | Tajlandia | Tajlandia | 3 |         |         |       |
|  | Tajlandia * | Tajlandia * | Tajlandia | Tajlandia | 3 | 4       |         |       |
|  | Tajlandia * | Tajlandia * |           |           |   |         |         |       |
|  | Filipiny    | Filipiny    | 3         |           |   |         |         |       |
|  | Filipiny    | Filipiny    | 3         |           |   |         |         |       |

UWAGA: W nawiasach podane są wyniki po rzutach karnych.
Wyniki napisane kursywą to wyniki po pierwszym meczu.

### Półfinały

#### Tajlandia - Filipiny
| 27 grudnia 2024 14:00 CET | Filipiny · Reyes 21' · Linares 90+5' | 2:1(1:1)Raport | Tajlandia · 45' Bureerat | Rizal Memorial Stadium, Manila Widzów: 7 115 Sędzia: Kim Dae-yong |
|                           |                                      |                |                          |                                                                   |

| 30 grudnia 2024 14:00 CET | Tajlandia · Chamrasamee 38' · Gustavsson 54' · Mueanta 115' | 3:1 dogr.(1:0, 2:1, 2:1)Raport | Filipiny · 84' Kristensen | Stadion Narodowy Rajamangala, Bangkok Widzów: 31 876 Sędzia: Hiroyuki Kimura |
|                           |                                                             |                                |                           |                                                                              |

 Tajlandia wygrała w dwumeczu 4:3 i awansuje do finału.

#### Wietnam - Singapur
| 26 grudnia 2024 14:00 CET | Singapur | 0:2(0:0)Raport | Wietnam · 90+11' Nguyễn Tiến Linh · 90+14' Rafaelson | Jalan Besar Stadium, Singapur Widzów: 5 233 Sędzia: Kim Woo-sung |
|                           |          |                |                                                      |                                                                  |

| 29 grudnia 2024 14:00 CET | Wietnam · Rafaelson 45+1' (k), 63' · Nguyễn Tiến Linh 90+3' | 3:1(1:0)Raport | Singapur · 74' Nakamura | Việt Trì Stadium, Việt Trì Widzów: 15 583 Sędzia: Rustam Lutfullin |
|                           |                                                             |                |                         |                                                                    |

 Wietnam wygrał w dwumeczu 5:1 i awansuje do finału.

### Finał
| 2 stycznia 2025 14:00 CET | Wietnam · Rafaelson 59', 73' | 2:1(0:0)Raport | Tajlandia · 83' Aukkee | Việt Trì Stadium, Việt Trì Widzów: 15 604 Sędzia: Salman Falahi |
|                           |                              |                |                        |                                                                 |

| 5 stycznia 2025 14:00 CET | Tajlandia · Davis 29' · Sarachat 64' | 2:3(1:1)Raport | Wietnam · 8' Phạm Tuấn Hải · 83' (sam.) Hemviboon · 90+2' Nguyễn Hai Long | Stadion Narodowy Rajamangala, Bangkok Sędzia: Ko Hyung-jin |
|                           |                                      |                |                                                                           |                                                            |

## Strzelcy
Bramki z serii rzutów karnych nie są wliczane do klasyfikacji strzelców.

### 7 goli
- Rafaelson

### 4 gole
- Patrik Gustavsson
- Suphanat Mueanta
- Shawal Anuar

### 3 gole
- Bjørn Martin Kristensen
- Ben Davis
- Teerasak Poeiphimai
- Nguyễn Tiến Linh

### 2 gole
- Sandro Reyes
- Muhammad Ferarri
- Abdel Kader Coulibaly
- Paulo Josué
- Win Naing Tun
- Kyoga Nakamura
- Faris Ramli
- Chalermsak Aukkee
- Peeradol Chamrasamee
- Akarapong Pumwisat
- Seksan Ratree
- Nguyễn Hai Long

### 1 gol
- Jarvey Gayoso
- Kike Linares
- Kadek Arel
- Sieng Chanthea
- Andrés Nieto
- Sa Ty
- Bounphachan Bounkong
- Phousomboun Panyavong
- Peter Phanthavong
- Phathana Phommathep
- Syafiq Ahmad
- Fergus Tierney
- Stuart Wilkin
- Lwin Moe Aung
- Maung Maung Lwin
- Suphanan Bureerat
- Nicholas Mickelson
- Supachok Sarachat
- João Pedro
- Olagar Xavier
- Bùi Vĩ Hào
- Doãn Ngọc Tân
- Nguyễn Quang Hải
- Nguyễn Văn Toàn
- Nguyễn Văn Vĩ
- Phạm Tuấn Hải

### Gole samobójcze
- Michael Baldisimo (dla Laosu)
- Zin Nyi Nyi Aung (dla Indonezji)
- Pansa Hemviboon (dla Wietnamu)

## Klasyfikacja końcowa
| Miejsce                        | Reprezentacja  | Punkty | Bramki +/− | Bramki zdobyte |
| ------------------------------ | -------------- | ------ | ---------- | -------------- |
| Strefa medalowa                |                |        |            |                |
| złoto                          | Wietnam        | 22     | +15        | 21             |
| srebro                         | Tajlandia      | 15     | +12        | 25             |
| brąz                           | Singapur       | 7      | -2         | 8              |
| brąz                           | Filipiny       | 6      | -1         | 5              |
| Wyeliminowane w fazie grupowej |                |        |            |                |
| 5.                             | Malezja        | 5      | 0          | 5              |
| 6.                             | Kambodża       | 4      | -1         | 7              |
| 7.                             | Indonezja      | 4      | -1         | 4              |
| 8.                             | Mjanma         | 4      | -5         | 4              |
| 9.                             | Laos           | 2      | -4         | 7              |
| 10                             | Timor Wschodni | 0      | -15        | 3              |